# Мирянци
Мирянци е село в Южна България. То се намира в община Пазарджик, област Пазарджик.

## География
Край селото минава река Марица.

## Транспорт
Градски автобуси от град Пазарджик осигуряват нуждите на населението.

## Редовни събития
Съборът на селото се провежда на Свети Дух.

## Символи

### Герб
Блазон: Чрез салтир на лазур и сребро, в главата спускащ се гълъб със златен нимб, в основата две ръце в молитвен жест, всичко в сребро
Гербът е приет на 22 януари 2018 г. със заповед на кмета Христо Христов. Авторите са членове на Българското хералдическо и вексилоложко общество. Автор на проекта е Александър Алексиев, консултиран от Йован Йоновски, а художник е Радослав Илиев. Автор на блазона е д-р Стоян Антонов.